# Retrakcja (topologia)
Retrakcja – przekształcenie ciągłe przestrzeni topologicznej X w zbiór A będący podzbiorem X, tak aby wszystkie punkty ze zbioru A pozostały na swoim miejscu.

## Definicje
Niech {\displaystyle X} będzie przestrzenią topologiczną oraz {\displaystyle A\subseteq X.} Funkcja ciągła
{\displaystyle r\colon X\to A}
nazywana jest retrakcją, jeżeli
{\displaystyle r|_{A}=\operatorname {id} _{A},}
tzn. zachodzi równość {\displaystyle r(a)=a} dla wszystkich elementów {\displaystyle a} przestrzeni {\displaystyle A.}
Retrakcje odpowiadają w sposób wzajemnie jednoznaczny ciągłym odwzorowaniom idempotentnym
{\displaystyle i\colon X\to X,}
tj. takim funkcjom {\displaystyle i,} że {\displaystyle i\circ i=i.} Idempotentem odpowiadającym retrakcji
{\displaystyle r\colon X\to A}
jest odwzorowanie {\displaystyle i_{A}\circ r,} gdzie {\displaystyle i_{A}\colon A\hookrightarrow X} jest zanurzeniem kanonicznym: {\displaystyle i_{A}(a)=a} dla każdego elementu {\displaystyle a} przestrzeni {\displaystyle A.}
Retraktem przestrzeni topologicznej {\displaystyle X} nazywany jest każdy taki zbiór {\displaystyle B\subseteq X,} dla którego istnieje retrakcja {\displaystyle r\colon X\to B.} Przestrzenie homeomorficzne z retraktem {\displaystyle B} nazywane są r-obrazami przestrzeni {\displaystyle X.} Pojęcie retraktu i r-obrazu wprowadzone zostało przez Karola Borsuka.
Retraktem absolutnym (AR) nazywa się taką przestrzeń topologiczną {\displaystyle X,} która włożona jako podzbiór domknięty w dowolną przestrzeń normalną {\displaystyle Y} jest retraktem {\displaystyle Y.}

## Własności
- Retrakcje przestrzeni topologicznych są przekształceniami ilorazowymi[2][3].

Dowód. Niech {\displaystyle r\colon X\to A} będzie retrakcją przestrzeni {\displaystyle X} na swoją podprzestrzeń {\displaystyle A.} Należy dowieść, że dla dowolnej funkcji {\displaystyle f\colon A\to Y} o wartościach w każdej takiej przestrzeni topologicznej {\displaystyle Y,} że złożenie {\displaystyle f\circ r\colon X\to Y} jest ciągłe, również samo {\displaystyle f} jest ciągłe. Wynika to natychmiast z równości:
{\displaystyle f=f\circ r\circ i_{A},}
gdzie {\displaystyle i_{A}\colon A\to X} jest identycznościowym włożeniem {\displaystyle A} w przestrzeń {\displaystyle X.}
- Podprzestrzeń {\displaystyle M} przestrzeni topologicznej {\displaystyle X} jest jej retraktem wtedy i tylko wtedy, gdy każde przekształcenie ciągłe określone na {\displaystyle M} może być przedłużone na {\displaystyle X.}

- Każdy retrakt przestrzeni Hausdorffa jest domknięty.

Dowód. Niech {\displaystyle r\colon X\to A} będzie retrakcją przestrzeni Hausdorffa {\displaystyle X} na swoją podprzestrzeń {\displaystyle A.} Przekątna:
{\displaystyle \triangle _{X}:=\{(x,y)\in X^{2}:x=y\}}
jest podzbiorem domkniętym w produkcie {\displaystyle X^{2}} (tw. Bourbakiego). Zatem
{\displaystyle A=(r\triangle Id_{X})^{-1}(\triangle _{X})}
jest domknięte w {\displaystyle X,} jako przeciwobraz zbioru domkniętego przy odwzorowaniu ciągłym {\displaystyle r\triangle Id_{X}\colon X\to X^{2},} przy czym {\displaystyle Id_{X}\colon X\to X} oznacza przekształcenie identycznościowe.
- Każda podprzestrzeń 1-punktowa jest retraktem. Każda przestrzeń topologiczna, która nie ma własności T1, ma podprzestrzeń, która jest retraktem, ale która nie jest domknięta w całej przestrzeni. Tak więc niedomknięte retrakty istnieją już w pewnych przestrzeniach 2-punktowych.

- Niech {\displaystyle G} będzie niepustym podzbiorem otwartym w {\displaystyle n}-wymiarowej przestrzeni euklidesowej. Jeżeli {\displaystyle Y} jest taką podprzestrzenią zwartą w przestrzeni {\displaystyle \mathbb {R} ^{n},} że {\displaystyle G\subseteq Y,} to zbiór {\displaystyle X:=Y\setminus G} nie jest retraktem przestrzeni {\displaystyle Y.} Twierdzenie to zostało udowodnione przez Karola Borsuka.

Dowód. Niech {\displaystyle p\in G.} Niech {\displaystyle B} będzie kulą domkniętą, o środku w punkcie {\displaystyle p,} zawierającą {\displaystyle Y} w swoim wnętrzu. Gdyby twierdzenie nie zachodziło, to istniałaby retrakcja przestrzeni {\displaystyle Y} na {\displaystyle X.} Jest ona zgodna z identycznością na zbiorze domkniętym {\displaystyle B\backslash G,} więc razem tworzą retrakcję {\displaystyle Y\cup (B\backslash G)=B} na {\displaystyle B\backslash G.} Oznaczmy tę retrakcję przez r. Wtedy, oznaczając przez s promień kuli, oraz przez S sferę brzegową kuli B, zdefiniujmy {\displaystyle \rho :B\backslash G\to S{:}}
{\displaystyle \rho (x):=p+s\cdot {\frac {x-p}{|x-p|}}}
Zatem {\displaystyle \rho \circ r:B\to S} byłoby retrakcją kuli domkniętej na jej sferę brzegową, co jest niemożliwe. Koniec dowodu.
- Twierdzenie (K.Borsuk) Niech {\displaystyle X} będzie podprzestrzenią zwartą w {\displaystyle R^{n};n} – liczba naturalna. Niech {\displaystyle U} będzie otoczeniem otwartym {\displaystyle X} w {\displaystyle R^{n},} przy czym {\displaystyle X} jest retraktem {\displaystyle U.} Wtedy {\displaystyle R^{n}\backslash X} ma tylko skończoną liczbę składowych spójności.

Dowód. Niech {\displaystyle B} będzie zwartym podzbiorem w {\displaystyle R^{n},} zawierającym {\displaystyle X} w swoim wnętrzu ({\displaystyle B} może być kulą domkniętą o dostatecznie wielkim promieniu). Niech {\displaystyle W=U\cap Int(B).} Zatem {\displaystyle X} jest retraktem zbioru otwartego {\displaystyle W.}
Niech {\displaystyle S} będzie jedną ze składowych spójności zbioru {\displaystyle R^{n}\backslash X.} Wtedy {\displaystyle S} jest zbiorem otwartym (zawiera kulę otwartą wokół każdego swojego punktu) oraz {\displaystyle X\cup S} jest zbiorem domkniętym, jako dopełnienie unii wszystkich pozostałych składowych spójności zbioru {\displaystyle R^{n}\backslash X.} Gdyby {\displaystyle Y:=S\subseteq W,} to {\displaystyle X\cup S} byłoby zwarte, i miałoby {\displaystyle X} za swój retrakt, w sprzeczności z wcześniejszym twierdzeniem Borsuka, powyżej. Zatem rodzina:
{\displaystyle \{S\backslash W:S} – składowa w {\displaystyle R^{n}\backslash X\}}
jest pokryciem otwartym przestrzeni zwartej {\displaystyle B\backslash W} niepustymi zbiorami parami rozłącznymi {\displaystyle S\backslash W.} Możemy z niego wybrać podpokrycie skończone. Ale jedynym podpokryciem pokrycia, złożonego z niepustych zbiorów parami rozłącznych, jest całe pokrycie. Zatem jest ono skończone – innymi słowy, zachodzi teza. Koniec dowodu.
- Każdy niepusty, domknięty podzbiór zbioru Cantora jest jego retraktem.
- Każdy niepusty, domknięty podzbiór kostki Cantora {\displaystyle D^{\mathfrak {m}},} będący zbiorem typu Gδ, jest jej retraktem.
- Retrakt przestrzeni mającej własność punktu stałego ma własność punktu stałego.

## Przykłady
- {\displaystyle I=[0;1]} jest retraktem zbioru liczb rzeczywistych {\displaystyle \mathbb {R} } z topologią naturalną. Retrakcją jest na przykład: {\displaystyle r:\mathbb {R} \to I,} określona:

{\displaystyle r(x)={\begin{cases}0&x<0\\x&x\in I\\1&x>1\end{cases}}.}
- Sfera jednowymiarowa {\displaystyle S^{1}} (jednostkowy okrąg) nie jest retraktem przestrzeni {\displaystyle \mathbb {R} ^{2}} (płaszczyzny). Jest natomiast retraktem przestrzeni {\displaystyle \mathbb {R} ^{2}\setminus \{(0,0)\}} (płaszczyzny bez jednego punktu). Retrakcją jest na przykład {\displaystyle r:\mathbb {R} ^{2}\setminus \{(0,0)\}\to S^{1},} określona: {\displaystyle r(x)={\frac {x}{|x|}}.}

## Literatura
- Krzysztof Ciesielski, Zdzisław Pogoda: Diamenty Matematyki. Prószyński i S-ka, 1997. ISBN 83-7180-145-9.
- Karol Borsuk: Theory of retracts. Warszawa: PWN, 1966. Brak numerów stron w książce
- Ryszard Engelking: Topologia Ogólna. Warszawa: PWN, 1976. Brak numerów stron w książce